# 킹 올리버
킹 올리버(영어: King Oliver, 1885년 12월 19일 ~ 1938년 4월 10일)는 미국의 재즈 코넷 연주자이자 밴드 리더였다. 그는 특히 그의 연주 스타일과 재즈 음악에 있어서의 독창적인 사용으로 인정 받았다. 또한 유명한 작곡가인 그는 "Dippermouth Blues", "Sweet Like This", "Canal Street Blues" 그리고 "Doctor Jazz"를 포함하여 오늘날에도 여전히 연주되어 있는 많은 곡을 썼다. 그는 루이 암스트롱의 멘토이자 선생님이었다. 암스트롱이 "조 올리버가 아니었다면 재즈는 오늘날과 같지 않았을 것이다."라고 주장할 정도로 그의 영향력은 컸다.

## 생애
조셉 네이선 올리버는 1885년 12월 19일 미국 루이지애나주 아벤의 도날슨빌 근처에서 태어나서 젊은 나이에 뉴올리언스로 이주했다. 그는 처음에는 트롬본을 공부했다가 코넷으로 바꾸었다. 1908년부터 1917년까지 올리버는 뉴올리언스의 관악단과 댄스 밴드에서 코넷을 연주했고 또한 뉴욕의 매춘부 구역에서 연주했다. 그리고 이 구역은 "스토리빌"이라고 알려졌다. 트롬본 연주자 키드 오리와 함께 지휘한 한 밴드는 뉴올리언스에서 1910년대 말에 가장 섹시하고 최고로 여겨졌다. 올리버는 경제적, 인종적으로 뉴올리언스에서 많은 인기를 얻었고, 거친 노동자 계층의 흑인 댄스 홀에서 백인 사회 데뷔 파티에 이르기까지 음악 분야의 일자리를 찾고 있었다.

## 명예와 상
올리버는 2007년에 인디애나주 리치먼드에 있는 게넷 레코드 명예의 거리의 차터 멤버로 취임했다.

## 음반 목록
- Papa Joe: King Oliver and His Dixie Syncopators 1926–1928 (Decca Jazz Heritage Series DL 79246, 1969)
- Louis Armstrong and King Oliver (Milestone M-47017, 1974)
- The New York Sessions (Bluebird 9903-1-RB, 1989)
- Sugar Foot Stomp The Original Decca Recordings (GRP GRD-616, 1992)
- Dippermouth Blues (ASV Living Era CD AJA 5218, 1996)
- Great Original Performances 1923–1930 (Louisiana Red Hot RP2CD 607, 1998)
- Sugar Foot Stomp Vocalion & Brunswick Recordings Vol. 1 (Frog DGF 34, 2000)
- The Best of King Oliver (Blues Forever BD 68019, 2001)
- The Complete Set: King Oliver's Creole Jazz Band (Retrieval RTR 79007, 2004)
- The Complete 1923 Jazz Band Recordings (Off the Record OTR-MM6-C2, 2006)